# 바흐샬리 사본

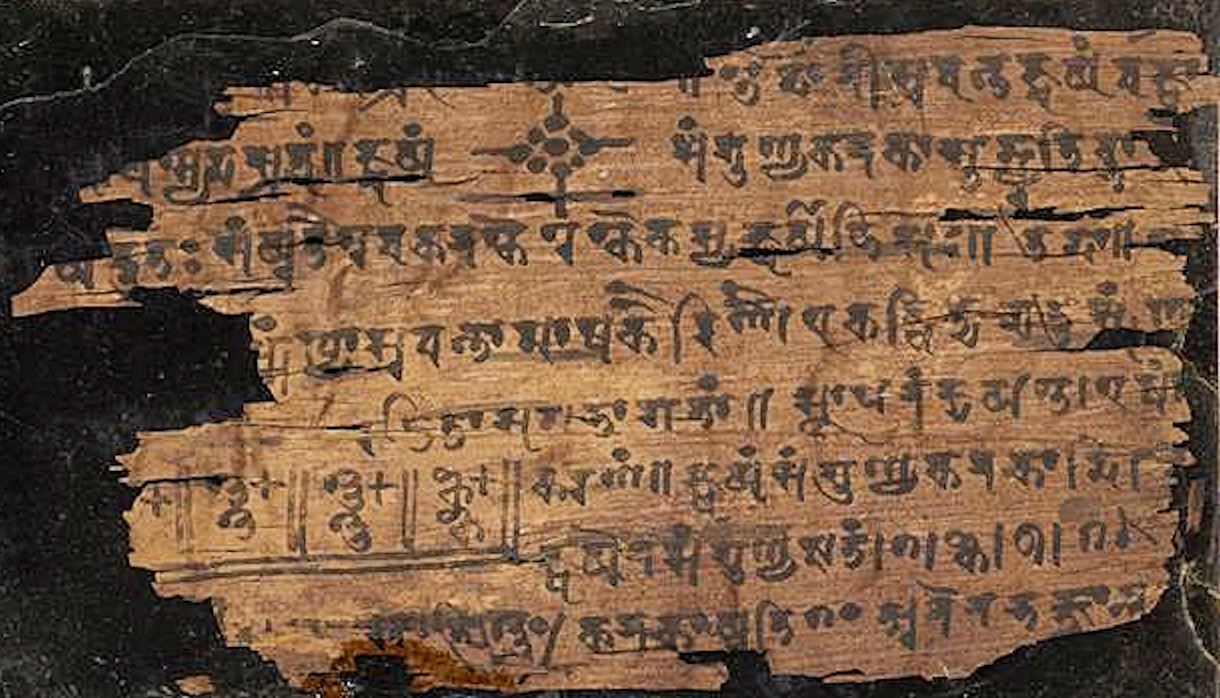
바흐샬리 사본

바흐샬리 사본(영어: Bakhshali manuscript)은 1881년 현재 파키스탄 페샤와르 바흐샬리에서 발견된 자작 나무 껍질에 쓰여진 고대 인도 수학 문헌이다. 인도 수학에서 가장 오래된 현존 사본으로 추정된다. 이 사본에는 인도에서 최초로 사용된 0 기호가 포함되어 있는 것으로 알려져 있다. 현대 방언의 영향을 받은 문학적 산스크리트어 형태로 쓰여졌다.